# Giro di Romagna 2024
Il Giro di Romagna 2024, ottantasettesima edizione della corsa e valida come prova dell'UCI Europe Tour 2024 categoria 1.1, si svolse il 21 aprile 2024 su un percorso di 196 km, con partenza da Lugo e arrivo a Castrocaro Terme e Terra del Sole, in Italia. La vittoria fu appannaggio del portoghese António Morgado, il quale completò il percorso in 4h30'03", alla media di 43,547 km/h, precedendo lo spagnolo Joan Bou e l'italiano Mattia Bais.
Sul traguardo di Castrocaro Terme e Terra del Sole 62 corridori, dei 132 partiti da Lugo, portarono a termine la manifestazione.

## Squadre e corridori partecipanti
| N.    | Cod. | Squadra                        |
| ----- | ---- | ------------------------------ |
| 1-6   | UAD  | UAE Team Emirates              |
| 11-17 | COR  | Corratec Vini Fantini          |
| 21-27 | EKP  | Equipo Kern Pharma             |
| 31-37 | EUS  | Euskaltel-Euskadi              |
| 41-47 | PRT  | Team Polti Kometa              |
| 51-57 | VBF  | VF Group-Bardiani CSF-Faizanè  |
| 61-67 | TER  | Team Technipes inEmiliaRomagna |
| 71-77 | MBH  | Team MBH Bank Colpack Ballan   |
| 81-86 | BIE  | Biesse-Carrera                 |
| 91-97 | MGK  | MG.K Vis Colors for Peace      |

| N.      | Cod. | Squadra                            |
| ------- | ---- | ---------------------------------- |
| 101-107 | BTC  | Beltrami TSA Tre Colli             |
| 111-117 | GEF  | General Store-Essegibi-F.lli Curia |
| 121-127 | JCL  | JCL Team UKYO                      |
| 131-137 | AZT  | UM Tools Caffé Mokambo             |
| 141-147 | IWD  | Work Service-Vitalcare-Dynatek     |
| 151-157 | PTL  | Petrolike                          |
| 161-167 | Q3C  | Q36.5 Continental Team             |
| 171-176 | ZEF  | Zalf Euromobil Fior                |
| 181-187 | VSO  | Vini Monzon-Savini Due-OMZ         |
| 191-197 | VBG  | Team Vorarlberg                    |

## Ordine d'arrivo (Top 10)
| Pos. | Corridore        | Squadra    | Tempo    |
| ---- | ---------------- | ---------- | -------- |
| 1    | António Morgado  | UAE        | 4h30'03" |
| 2    | Joan Bou         | Euskaltel  | s.t.     |
| 3    | Mattia Bais      | Polti      | s.t.     |
| 4    | Giovanni Carboni | Ukyo       | s.t.     |
| 5    | José Félix Parra | Kern       | s.t.     |
| 6    | Isaac Del Toro   | UAE        | a 43"    |
| 7    | Filippo D'Aiuto  | Gen. Store | a 58"    |
| 8    | Filippo Fiorelli | VF Group   | s.t.     |
| 9    | Davide De Cassan | Polti      | s.t.     |
| 10   | Thomas Pesenti   | Ukyo       | s.t.     |